# Banat
|  | Per a altres significats, vegeu «Banat (desambiguació)». |

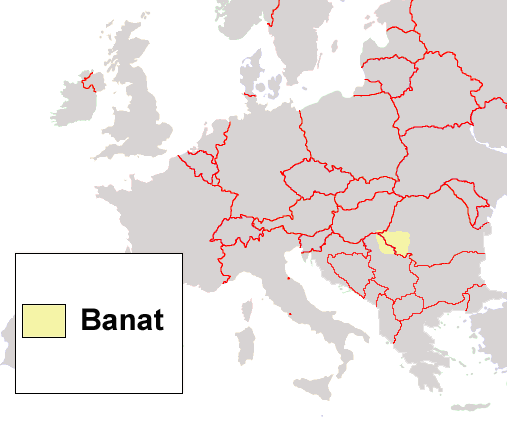
Localització del Banat a Europa

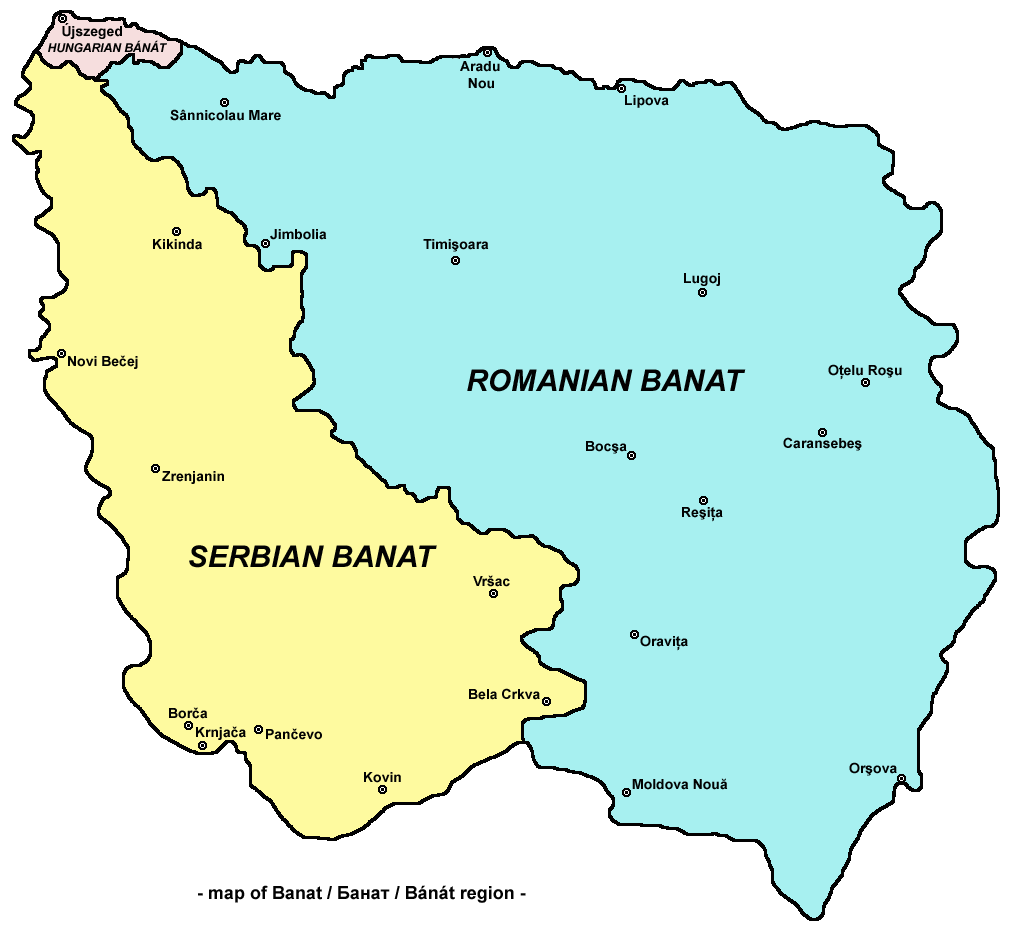
Mapa del Banat amb les principals ciutats

El Banat (romanès: Banat, serbi: Банат, Banat, hongarès: Bánát o Bánság, alemany: Banat, eslovac: Banát, búlgar: Банат, Banat) és una regió geogràfica i històrica de l'Europa Central actualment repartida entre tres països: la part oriental a Romania (comtats de Timiş, Caraş-Severin, Arad, i Mehedinţi), la part occidental a Sèrbia (el Banat Serbi, majoritàriament inclòs a la regió de Vojvodina, llevat d'una petita part inclosa a Sèrbia Central), i una petita part septentrional a Hongria (comtat de Csongrád).
El Banat és una part de la planura de Pannònia limitada pel Danubi al sud, el riu Tisza (Theiss, Tissa, Tisa) a l'oest, el Mureș al nord, i l'est els Carpats. La capital històrica és Timişoara (hongarès: Temesvár, serbi: Temišvar), avui al comtat de Timiş a Romania.

## Nom
El nom Banat designava una província fronterera governada per un ban. El sufix -at és un llatinisme (per al romanès, cf. voievod/voievodat, i cneaz/cnezat, del llatí medieval -atus).
Hi havia nombrosos banats al regne d'Hongria durant l'edat mitjana, com els banats de Dalmàcia, Eslavònia, Bòsnia o Croàcia. Van desaparèixer durant el curs de les guerres amb els turcs, però la paraula, usada sense qualsevol altra indicació, indica el banat de Timişoara, que curiosament va adquirir aquest títol després del Tractat de Passarowitz del 1718, tot i que mai no hi va governar un ban.

## Geografia

### El Banat Romanès
El 1938, els comtats de Timiş-Torontal, Caraş, Severin, Arad, i Hunedoara foren units per a formar Ţinutul Timiş, que comprenia el Banat Romanès.

Mapa de Romania amb el Banat Romanès assenyalat.

El 6 de setembre de 1950 la província fou substituïda per la regió de Timişoara, formada pels comtats actuals de Timiş i Caraş-Severin.
El 1956 la part meridional de la regió d'Arad fou incorporada a la Regió de Timişoara, que des del desembre del 1960 fou anomenada Regió del Banat. El 17 de febrer de 1978 es va establir una nova divisió territorial, i se'n formaren els actuals comtats de Timiş, Caraş-Severin i Arad.
Des de 1998, Romania ha estat dividida en vuit regions de desenvolupament, de fet una forma de divisió en regions autònomes. La Regió de desenvolupament de Vest està composta de quatre comtats: Timiş, Caraş-Severin, Arad i Hunedoara, i comprèn gairebé els mateixos límits que la Província de Timiş el 1929. La regió de Vest també forma part de l'euroregió del Danubi-Kris-Mures-Tisa
El Banat romanès és muntanyós al sud i sud-est, mentre que el nord, oest i sud-oest és pla. El clima, llevat a les parts més planes, és en general benigne. S'hi conreen grans quantitats de civada, ordi, sègol, arròs, moresc i tabac, i tant el raïm com el vi són de bona qualitat. La cacera i la pesca són importants. També la mineria és rica, destacant el coure, l'estany, zinc, ferro i el carbó. De les estacions termals, la més destacada és la de Mehadia, amb aigües sulfuroses, coneguda durant l'època de l'Imperi Romà com a Termae Herculis (Băile Herculane). L'actual banat romanès inclou algunes àrees muntanyoses i no formen part del Banat històric o de la planura pannònica.

### Banat Serbi

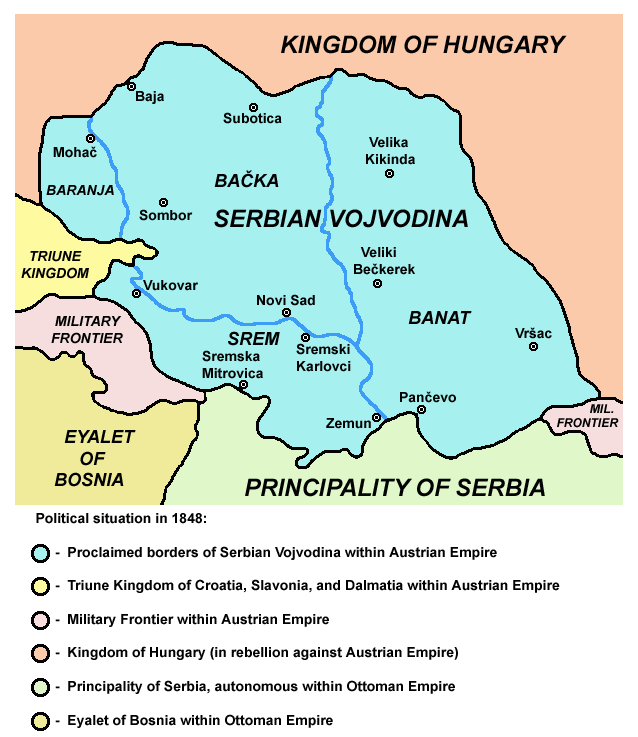
Fronteres de la Vojvodina Sèrbia el 1848 (inclòs el Banat Occidental)

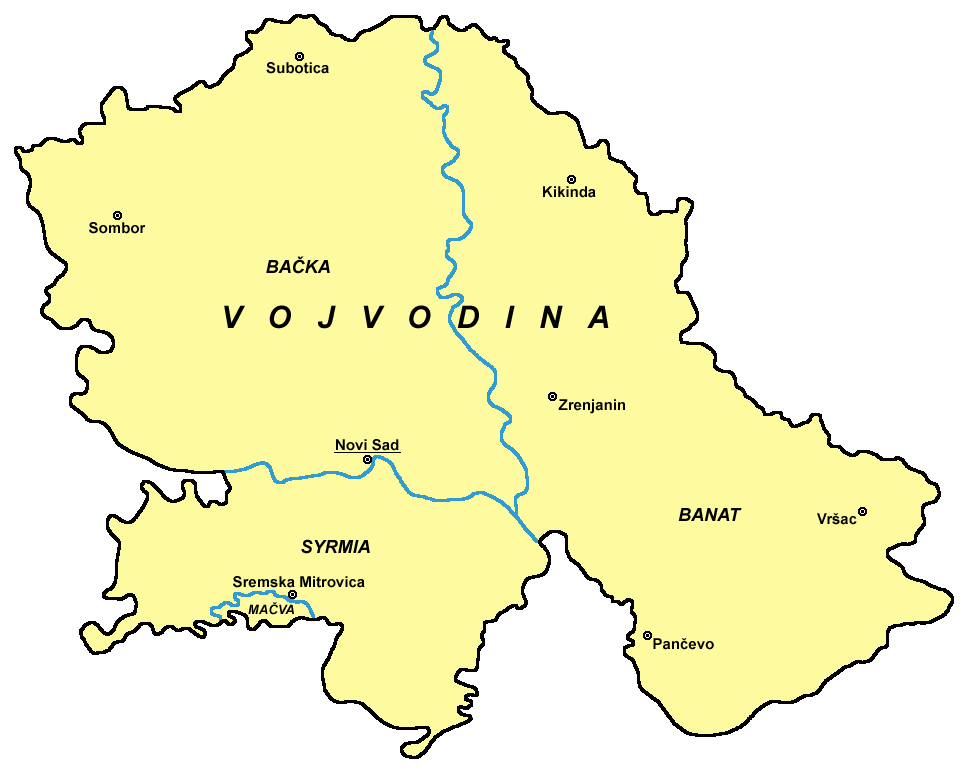
Banat serbi amb Vojvodina

El Banat Serbi (Banat Occidental) fou part de la Vojvodina sèrbia (1848-1849) i part del Voivodat de Sèrbia i Banat de Tamiš (1849-1860). Després de 1860, el Banat serbi formà part dels comtats de Torontál i Temes del Regne d'Hongria. El centre del comtat de Torontál era Veliki Bečkerek (hongarès: Nagybecskerek, romanès: Becicherecul Mare), l'actual Zrenjanin.
La regió fou un comtat del Regne dels Serbis, Croats i Eslovens entre 1918 i 1922, i el 1929 fou incorporat a la Banovina del Danubi (Banat del Danubi), una província del regne de Iugoslàvia.
Entre 1941 i 1944, el Banat Serbi fou ocupat per les Potències de l'Eix. Formalment formà part de Sèrbia, però virtualment formà una regió autònoma governada per la minoria alemanya. Des de 1945 el Banata Serbi (amb Bačka i Sirmia), fou incorporada a la regió autònoma sèrbia de Vojvodina.
A Sèrbia, el Banat és força pla. S'hi conrea Blat, civada, ordi, arròs, moresc, cànem i gira-sol, i hi ha jaciments de petroli i gas natural. La principal població turística de la regió és Deliblatska Peščara. Segons el cens del 2002, la població del Banat Serbi (exclosa la part vorera a Belgrad) és formada per Serbis (70,69%), hongaresos (10,21%), romanesos, eslovacs, i altres.
Els districtes de Sèrbia al Banat són:
- okrug Banat del Nord
- okrug Banat Central
- okrug Banat del Sud

Vegeu també: Regions geogràfiques de Sèrbia

### Banat hongarès
Consisteix en una petita regió septentrional, que forma part del comtat de Csongrád a Hongria. A Deszk, Szőreg, hi viuen alguns serbis amb els hongaresos.

## Història

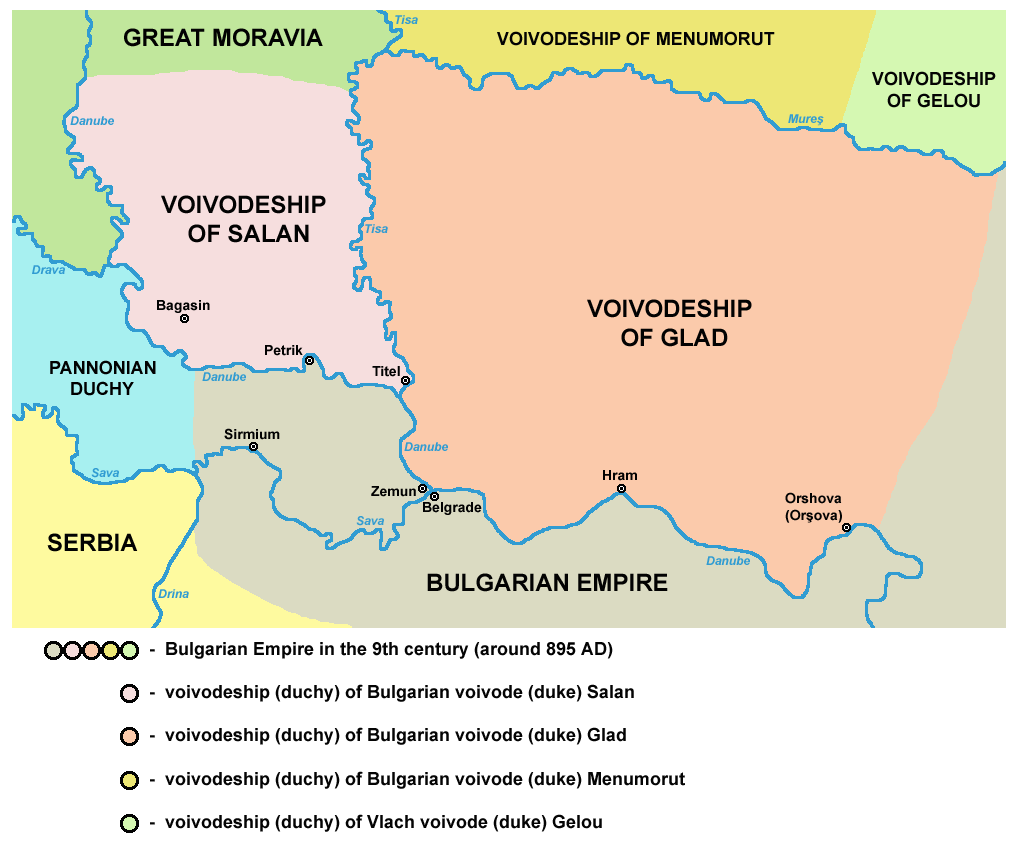
Ducat de Glad

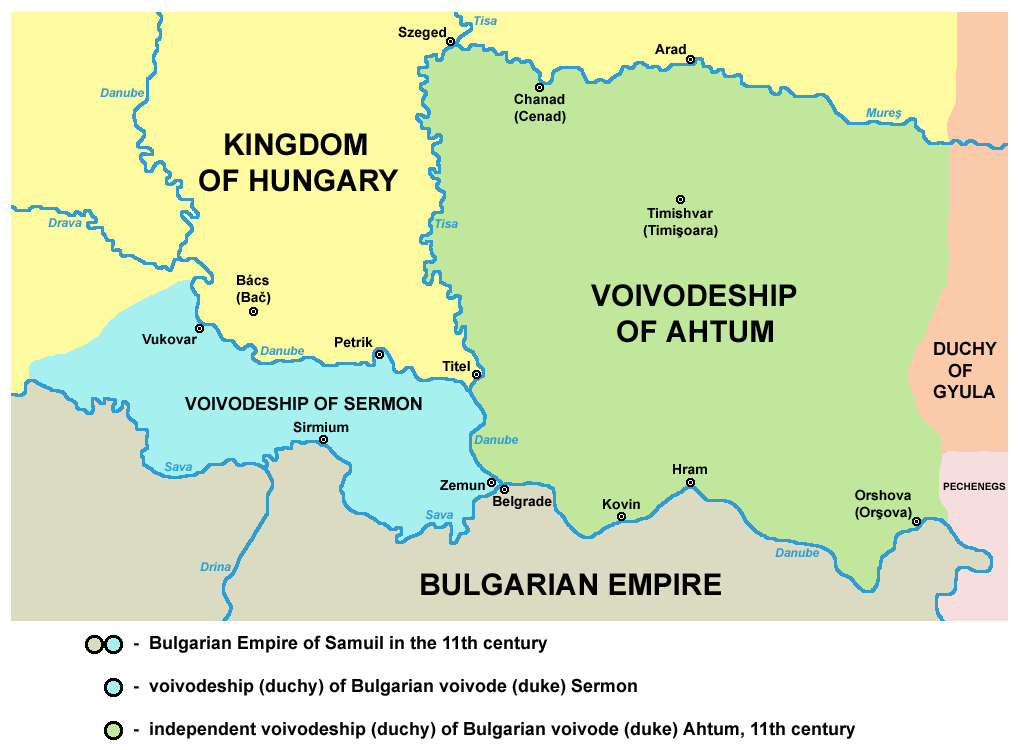
Ducat d'Ahtum

Abans de l'arribada dels romans (emperador Trajà) el 106, el territori fou habitat pels dacis. El domini romà, no fou extensiu fins que Lluci Domici Aurelià (270-275) decidí abandonar el territori al nord del Danubi, deixant-hi una població romanitzada.
Durant les migracions medievals, els eslaus s'hi establiren en el segle vi. La regió fou incorporada al Primer Imperi Búlgar a començaments del segle ix. La crònica històrica Gesta Hungarorum informa d'un duc anomenat Glad, governador del territori del Banat que provenia de Vidin i que era vassall de Simeó I de Bulgària. El seu descendent, Ahtum,, el darrer governant, fou cristià ortodox i es va oposar a l'establiment del regne d'Hongria.
La regió fou incorporada al Regne d'Hongria en el segle xi (entre el 1008 i el 1028) per Esteve I d'Hongria, qui hi formà el comtat de Csanád, repartit més tard entre els comtats d'Arad, Temes, Krassó i Csanád.
El Banat fou incorporat a l'Imperi Otomà el 1552, i esdevingué un eyalet (província) otomà anomenat Eyalet de Temeşvar. Des del segle xvi, el banat fou poblat per serbis i romanesos (valacs), raó per la qual en algunes fonts fou esmenat com a Ràscia o Valàquia. El 1594 els serbis del Banat es revoltaren contra els otomans, amb ajut dels valacs.

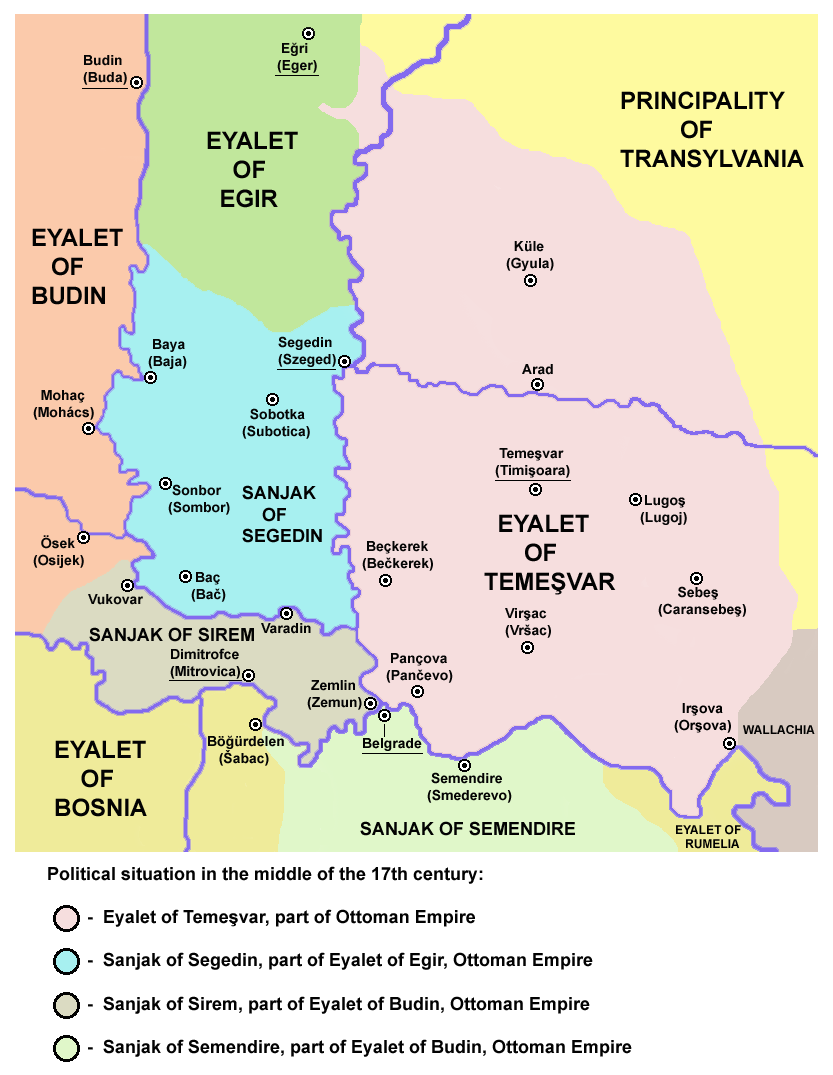
Eyalet de Temeşvar

En el segle xvii algunes parts del Banat foren incorporades a l'imperi Austríac dels Habsburg. El 1716 el príncep Eugeni de Savoia arrabassà als otomans el que els quedava del Banat, i pel tractat de Passarowitz (1718) va rebre el títol del Banat de Temeswar, i va romandre com a província separada de l'imperi sota administració militar fins al 1751, quan l'emperadriu Maria Teresa I d'Àustria hi ha introduir l'administració civil. La província del Banat de Temeswar fou abolida el 1778. La part meridional fou incorporada a la Frontera Militar (Krajina Banat) fins que aquesta fou abolida el 1871.
Durant el govern otomà, algunes parts del Banat tenien poca densitat de població degut a les guerres, i la majoria del territori restà dessolat, boscós i salvatge. El comte Claudius Mercy (1666-1734), nomenat governador del Banat el 1720, va prendre nombroses mesures per a regenerar el Banat. Les zones abandonades entre el Danubi i el Tisza foren roturades, es construïren canals i carreteres, s'hi establiren artesans alemanys i altres colons agraris. Entre altres projectes colonitzadors cal esmentar la fundació de la Nova Barcelona, poblada amb refugiats austriacistes, sobretot catalans, que tanmateix no va tenir continuïtat.

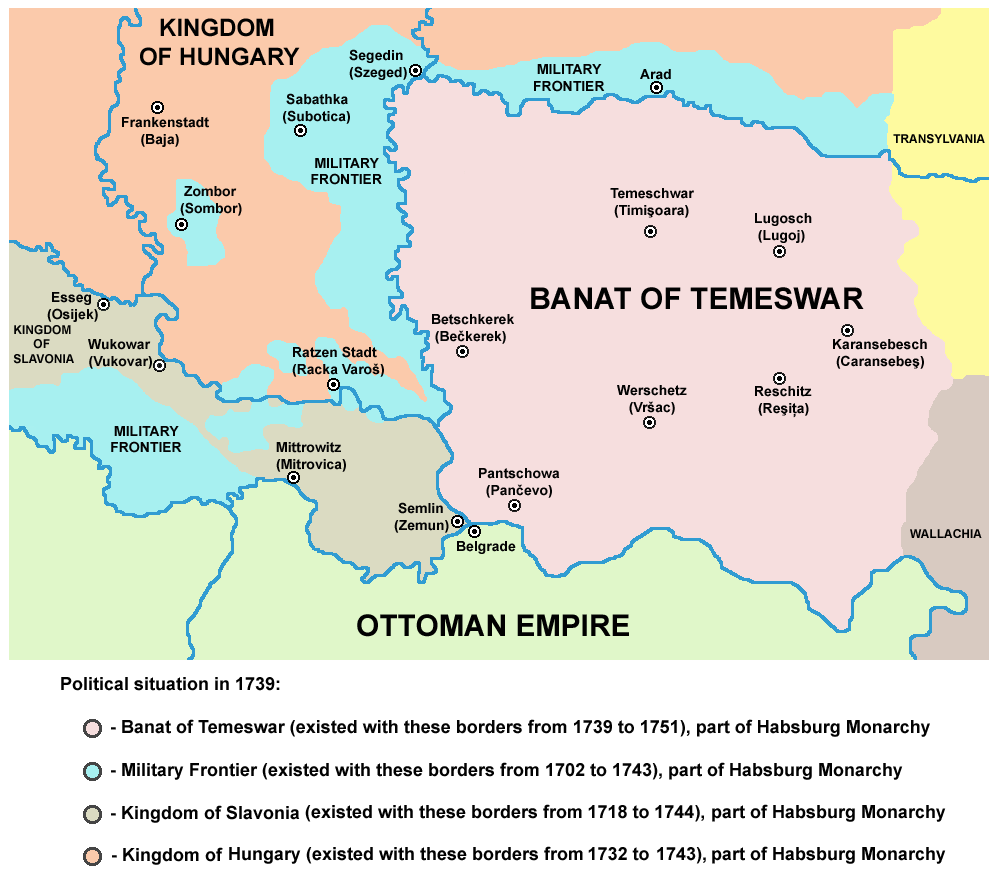
Banat de Temesvar, província dels Habsburg el 1739

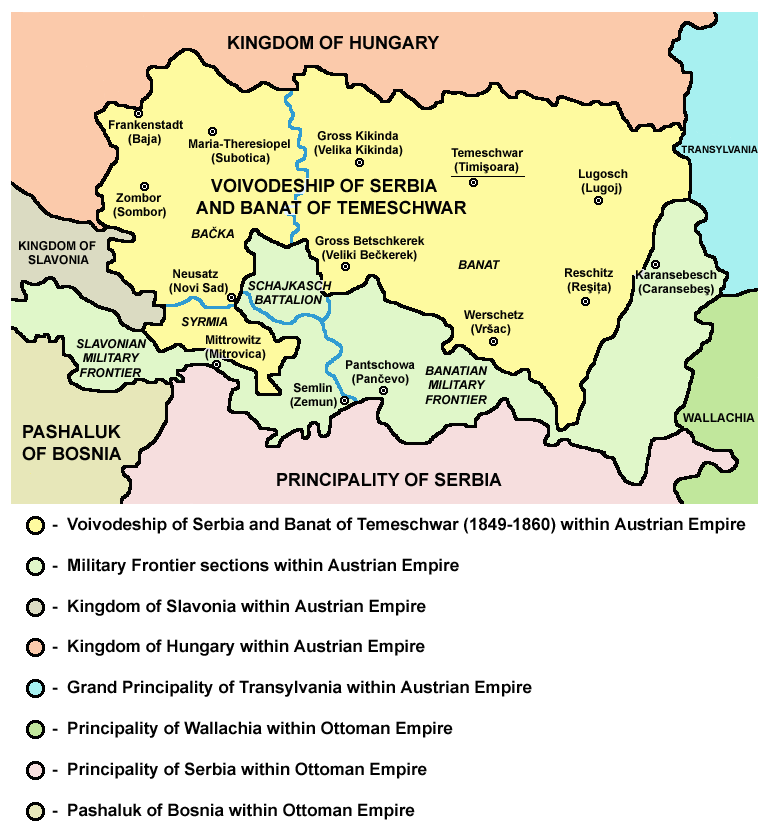
Voivodia de Sèrbia i Banat de Tamiš (1849-1860)

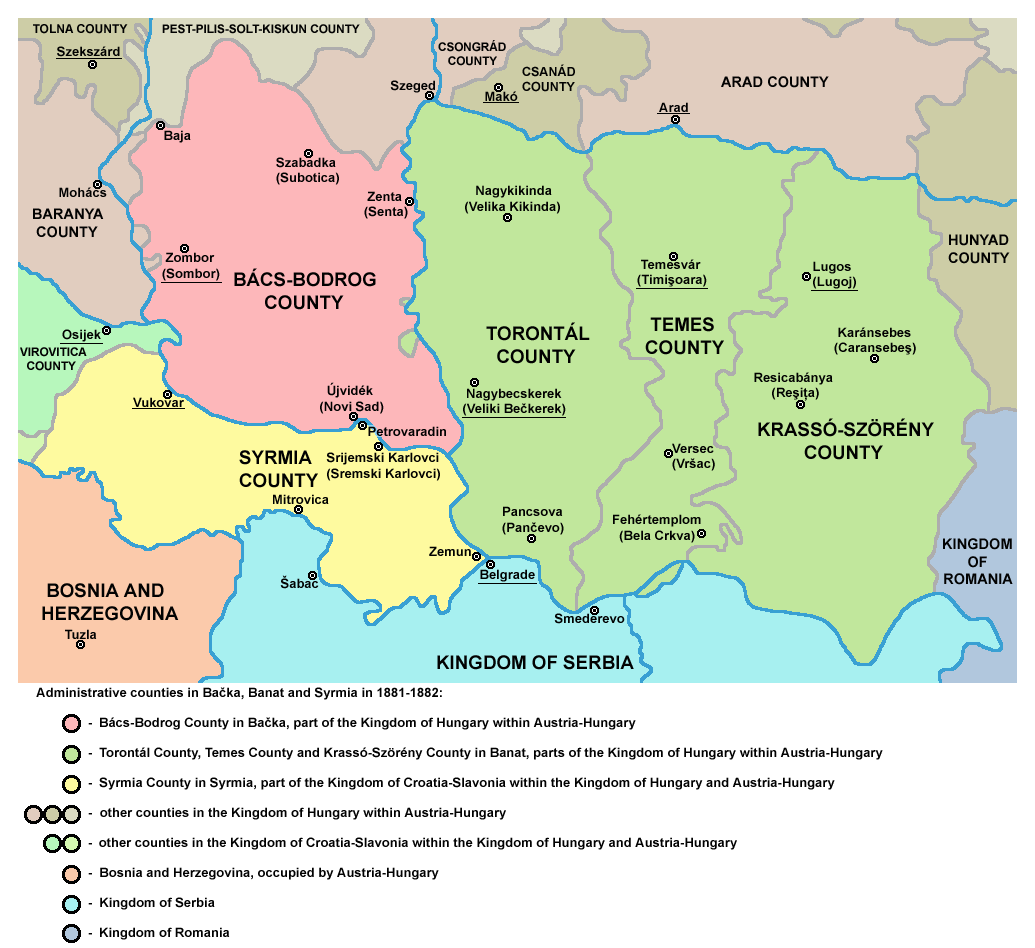
Comtats a Banat, Bačka i Srem el 1881, els cinc comtats, formats amb el territori de la Voivodia de Sèrbia i Banat de Tamiš

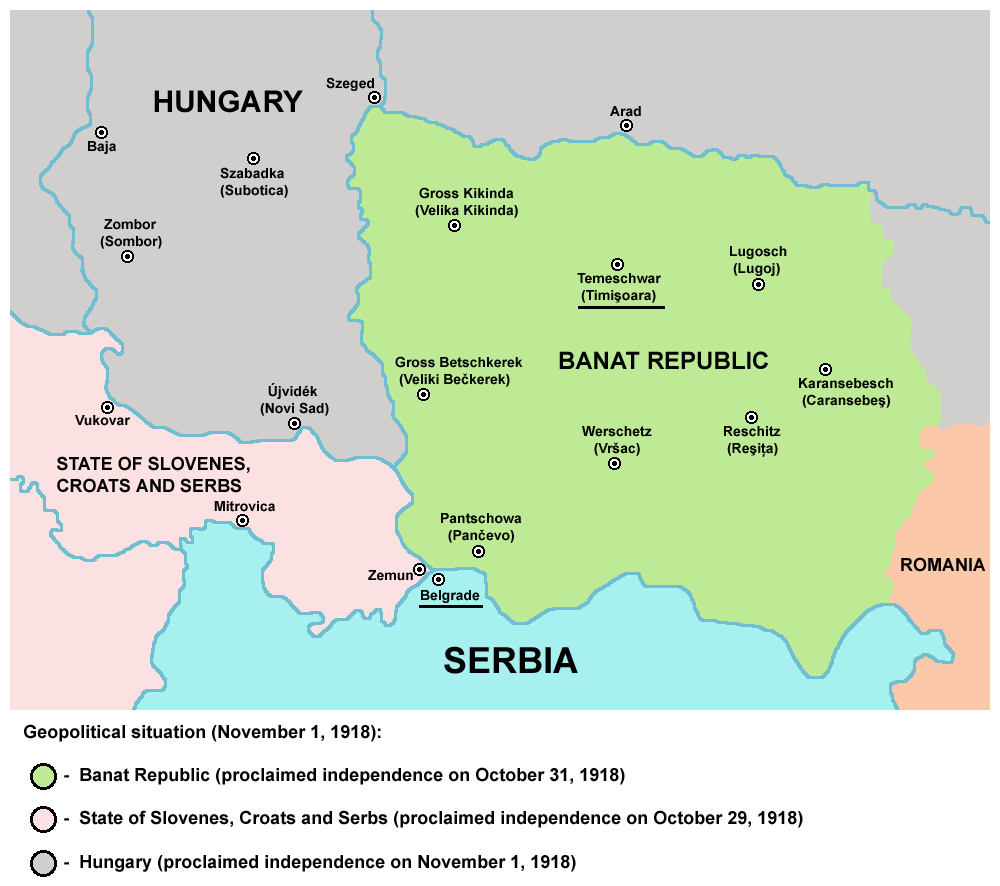
República del Banat el 1918

Maria Teresa es va interessar moltíssim pel Banat, ordenà colonitzar la regió amb nombrosos pagesos alemanys, encoratjà l'explotació de les riqueses minaires, i desenvolupà les mesures introduïdes per Mercy. Els colons alemanys procedien de Suàbia, Alsàcia i Baviera, així com les províncies d'Àustria. Molts dels assentaments del Banat oriental eren poblats majoritàriament per alemanys. Els alemanys ètnics de la regió eren coneguts com a Donauschwaben (Suabis del Danubi). Els hongaresos no hi foren cridats fins a molt més tard. Al banat, amb la repoblació impulsada per Maria Teresa I d'Àustria, la població va passar de 25.000 a 300.000 entre 1711 i 1780.
El 1779 la regió del Banat fou incorporada a l'Hongria dels Habsburg, i s'hi crearen els comtats de Torontál, Temes i Krassó. El 1848 la part occidental fou incorporada a la Vojvodina sèrbia, regió autònoma dels Habsburg. Durant la revolució de 1848-1849, el Banata fou ocupat per les tropes sèrbies i hongareses.
Després de la revolució de 1848, el Banat, junt amb Srem i Bačka, fou convertit en un territori separat de l'imperi austríac com a Voivodia de Sèrbia i Banat de Tamiş (Woivodschaft Serbien und Temescher Banat), però el 1860 la província fou abolida i incorporada novament al regne d'Hongria.
Després del 1871, la Frontera Militar situada al sud del Banat fou posada sota administració civil i novament incorporada al Banat. Els comtats de Krassó i Szörény foren unificats el 1881.
L'octubre del 1918 es va proclamar a Timişoara la república del Banat, i el govern d'Hongria en reconegué la independència. Tanmateix, a les dues setmanes, les tropes sèrbies penetraren al territori i aboliren la república.
El 1918-1919 (confirmat pel Tractat de Versalles del 1919 i pel Tractat del Trianon del 1920) la majoria del Banat formaria part de Romania (tot Krassó-Szörény, dos terços de Temes i una petita part de Torontál). La part sud-occidental (la major part de Torontál i un terç de Temes) formaria part del nou Regne dels Serbis, Croats i Eslovens (més tard Iugoslàvia). Una petita àrea vora Széged fou incorporada a la nova Hongria.
El territori del Banat forma part actualment dels comtats romanesos de Timiş, Caraş-Severin, Arad, i Mehedinţi), la regió sèrbia de la Vojvodina i del Districte de Belgrad i del comtat de Csongrád (Hongria).

## Demografia
El 1660-1666, els serbis vivien a la part occidental (plana) del Banat, mentre que els romanesos vivien a la part oriental (muntanya).
El 1743-1753, la composició ètnica del Banat era:
- 3 districtes orientals tenien població romanesa: Lugoj, Caransebeş, i Orşova.
- 3 districtes occidentals tenien població sèrbia: Veliki Bečkerek, Pančevo, and Velika Kikinda.
- 6 districtes centrals tenien població mixta: Timişoara, Lipova, Vršac, Nova Palanka, Ciacova, i Cenad.

Segons dades del 1774, la població del Banat de Temesvar tenia 375,740 habitants i era compost per:
- romanesos = 220.000 (58,55%)
- Serbis i grecs = 100.000 (26,61%)
- Alemanys = 53.000 (14,11%)
- Hongaresos i búlgars = 2.400 (0,64%)
- Jueus = 340 (0,09%)

Segons el cens del 1910, la població del Banat era d'1.582.133 habitants, inclosos:
- 592,049 (37,42%) Romanesos
- 387,545 (24,50%) Alemanys
- 284,329 (17,97%) Serbis
- 242,152 (15,31%) Hongaresos
- Un petit nombre d'altres grups ètnics com eslovacs, croats, rusyns, búlgars, etc.

A Sèrbia la població alemanya aviat emigrà o fou expulsada després de la Segona Guerra Mundial, com a conseqüència dels fets que hi esdevingueren. A Romania la majoria emigraren el 1989 per raons econòmiques.

### Població
La població del Banat antigament ha estat:
- 1717: 85.166
- 1743: 125.000
- 1753: 210.992
- 1774: 375.740
- 1797: 667.912
- 1910: 1.582.133

## Símbols
El símbol heràldic tradicional del Banat és un lleó, encara present a l'escut de Romania i a l'escut de Vojvodina.

## Ciutats
Les principals ciutats del Banat són:
- Romania:
  - Timişoara (317.651)
  - Reșița (83.985)
  - Lugoj (44.571)
  - Caransebeș (28.294)
- Sèrbia:
  - Zrenjanin (79.545)
  - Pančevo (76.110)
  - Kikinda (41.825)
  - Vršac (36.001)

## Galeria

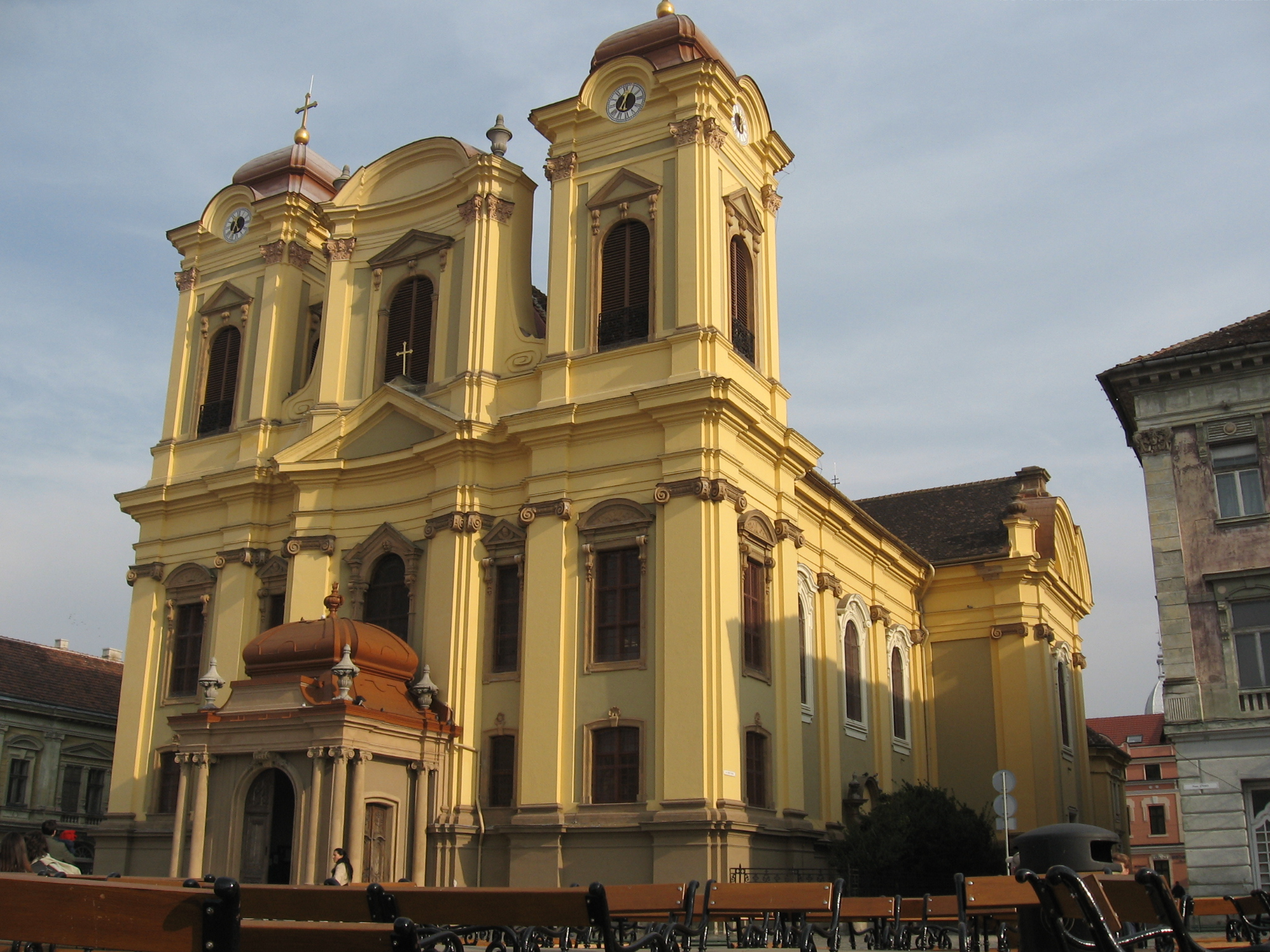
Timişoara, Romania, catedral catòlica
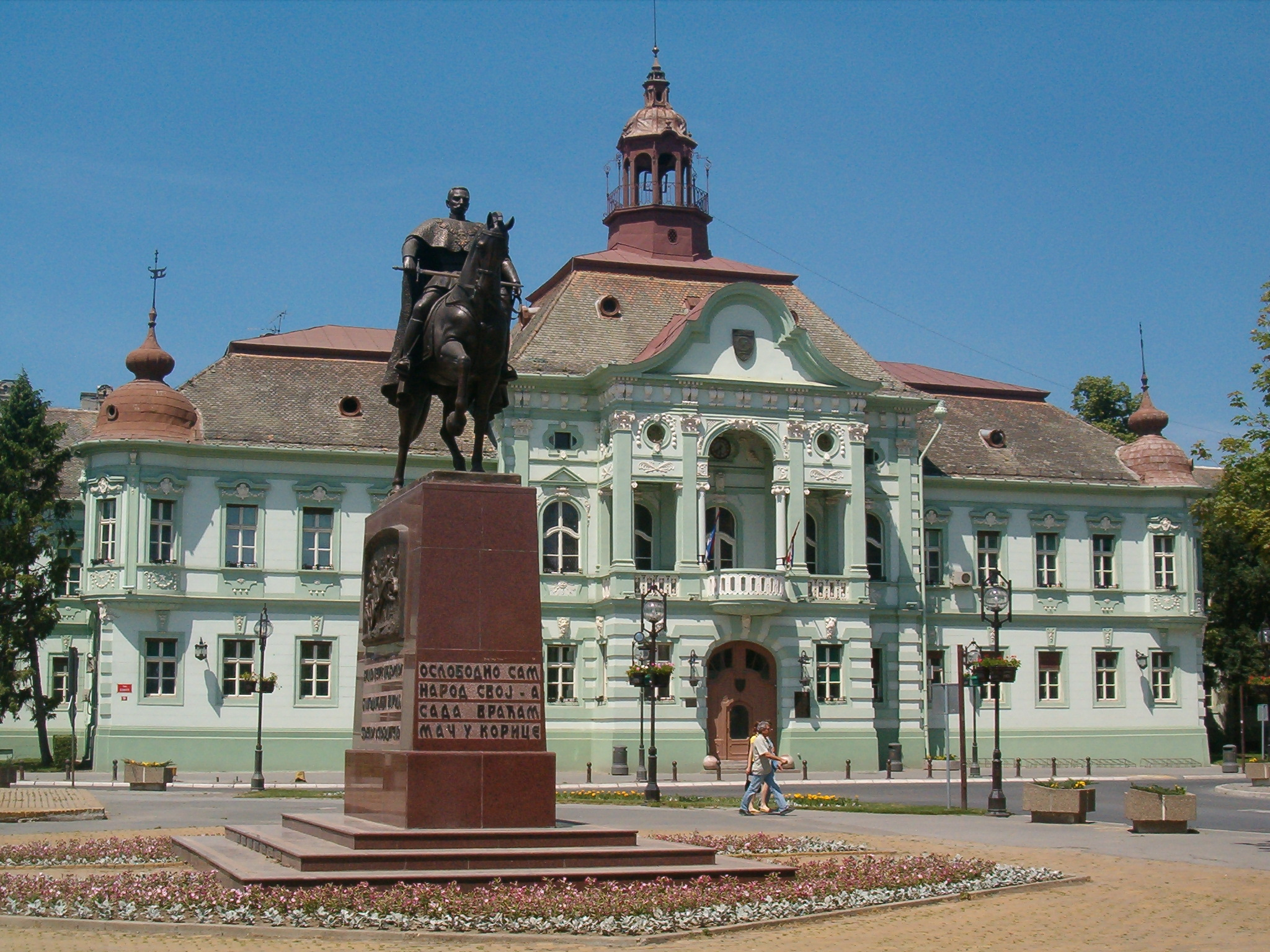
Zrenjanin, Serbia, ajuntament i monument al rei Pere I de Sèrbia
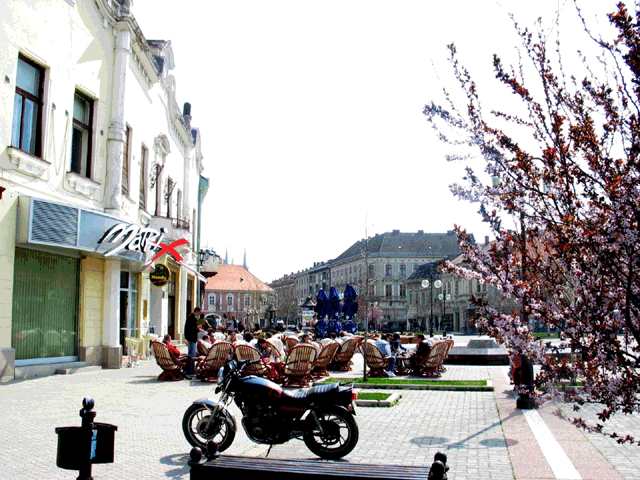
Vršac, Sèrbia
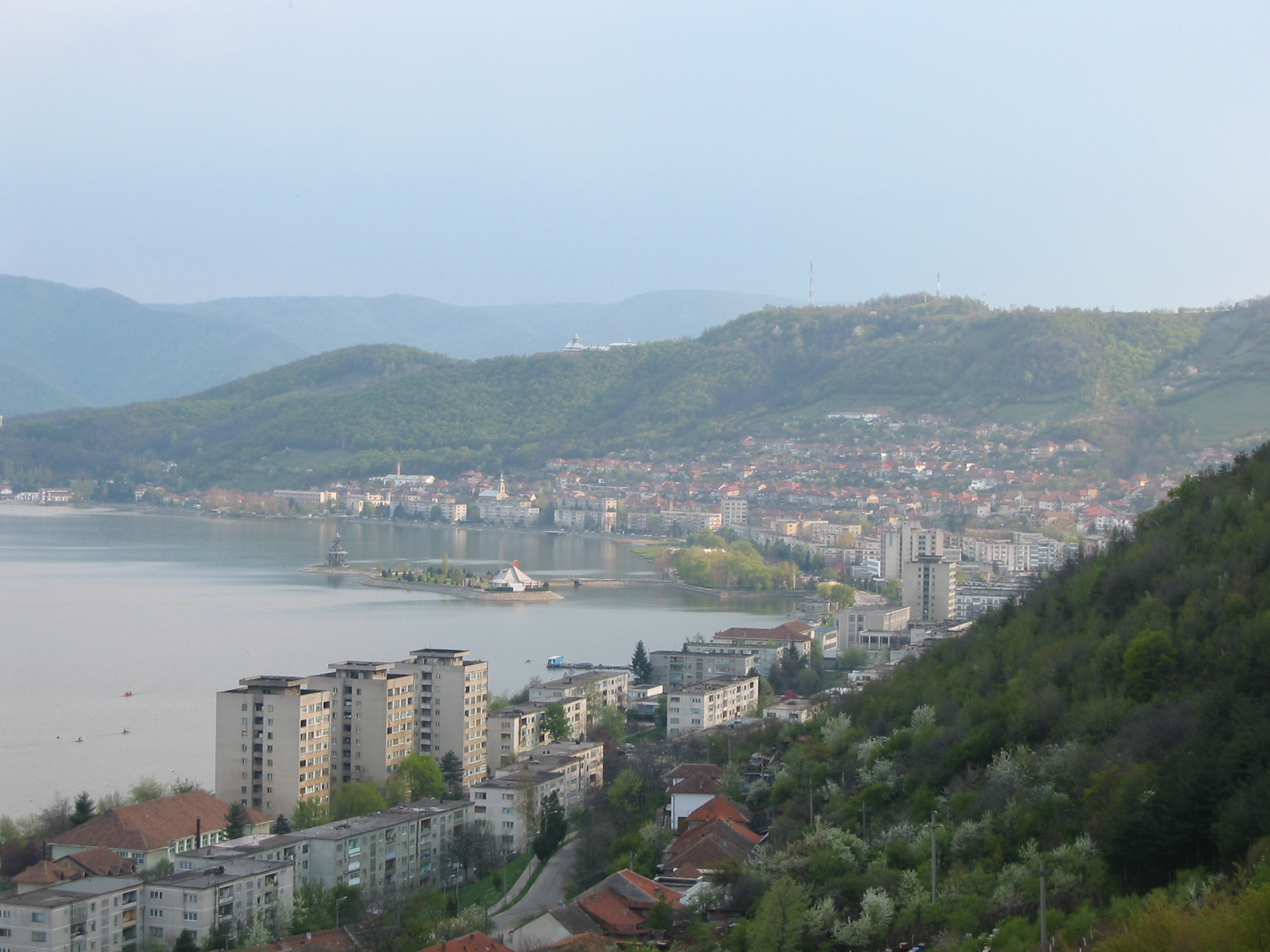
Orşova, Romania
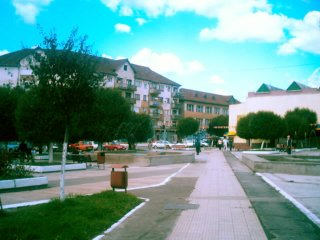
Oţelu Roşu, Romania, torre central
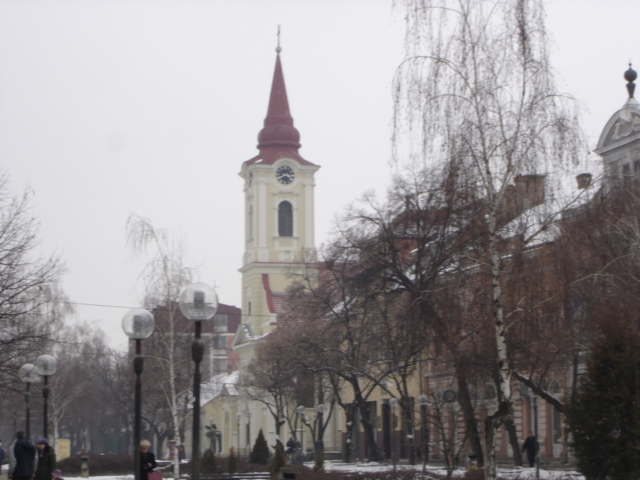
Kikinda, Sèrbia
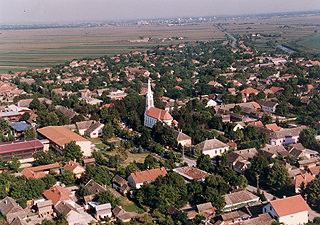
Skorenovac, Sèrbia
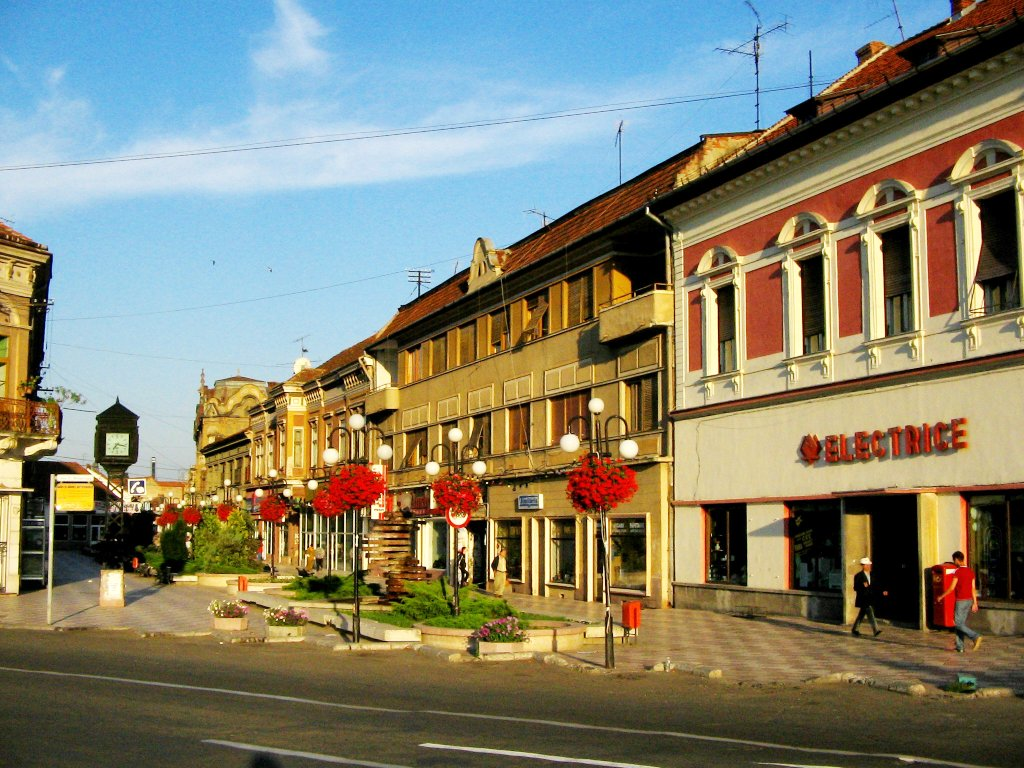
Lugoj, Romania